# Rubus
El género Rubus agrupa a especies de plantas de la familia de las rosáceas, subfamilia Rosoideae. Comprende 2208 especies descritas y de estas, solo 331 aceptadas.

## Características
Las especies del género Rubus se caracterizan por poseer tallos aculeados como los rosales y a menudo se las llama zarzas; aunque este nombre es más frecuentemente utilizado para la zarzamora y especies similares que tienen hábitos trepadores, y no para la frambuesa que posee tallos erectos. Sus frutos aunque similares a bayas, no lo son. Los frutos son carnosos y están formados por numerosas drupas muy pequeñas (polidrupa) unidas entre sí. En la nomenclatura botánica un tallo aculeado es aquel que está provisto de aguijones, denominados también acúleos; estos son un tipo especial de espinas que derivan de la epidermis, por ello se separan del tallo con cierta facilidad sin desgarrar sus tejidos y no se consideran verdaderas espinas.

## Descripción
Son arbustos perennes con tallos bianuales, erectos, arqueados o rastreros, frecuentemente aculeados y pilosos y a veces también con glándulas pediculadas o cerdas sin glándulas. Las hojas alternas, ternadas, pedatiquinadas, o pinnadas, estipuladas. Inflorescencias laterales o terminales en los tallos del segundo año, flores solitarias o en corimbos o panículas, cinco sépalos persistentes, cinco pétalos en un disco alrededor de la base del receptáculo, estambres y carpelos numerosos. Fruto una drupa compuesta, 0.5–2 cm de largo, drupéolas carnosas.

## Taxonomía

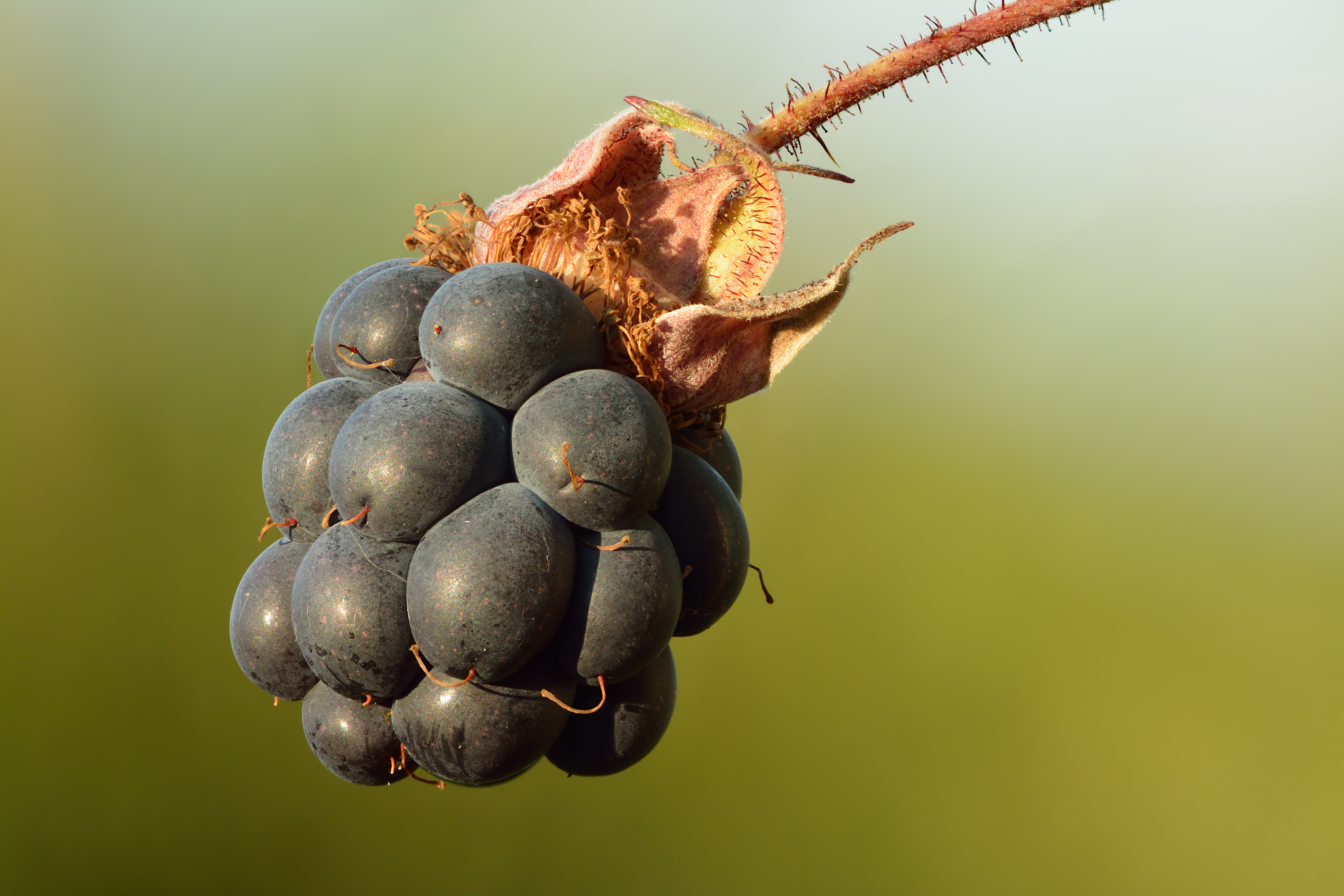
Rubus caesius

El género fue descrito por Carlos Linneo y publicado en Species Plantarum 1: 492. 1753. La especie tipo es:  Rubus fruticosus L. 
Etimología
Rubus: nombre genérico derivado del latín rŭbus, -i, zarza en general; evocado en Julio César, De Bello Gallico (174), en este sentido y por Plinio el Viejo en Historia naturalis (16, 180),  Virgilio (Bucólicas, (3, 89) y Propercio (3, 13, 28) con el significado de frambueso (Rubus idaeus).
Algunas de las especies más conocidas del género:
- Rubus aboriginum: rocío aborigen
- Rubus arcticus: frambuesa ártica
- Rubus caesius: parrilla (no zarzaparrilla)
- Rubus chamaemorus: mora boreal
- Rubus deliciosus: frambuesa deliciosa
- Rubus floribundus: mora silvestre
- Rubus fruticosus: zarzamora
- Rubus geoides: frambuesa patagónica
- Rubus glaucus: mora andina
- Rubus hawaiensis: frambuesa hawaiana
- Rubus idaeus: frambueso
- Rubus leucodermis: frambuesa azul
- Rubus loganobaccus: mora de Logan (híbrido natural entre frambueso y zarzamora)
- Rubus niveus: mora extranjera (Costa Rica)
- Rubus occidentalis: frambuesa negra
- Rubus odoratus: zarza purpúrea
- Rubus phoenicolasius: frambuesa japonesa
- Rubus rosaefolius: frambuesa silvestre
- Rubus spectabilis: zarza salmón
- Rubus ulmifolius: zarzamora
- Rubus ursinus: zarza californiana